# Corporate Finance Law
Corporate Finance Law (CFL) war eine im Jahr 2010 gegründete deutsche Fachzeitschrift mit einer Druckauflage von rund 2.000 Exemplaren. CFL erschien bis 2013 achtmal pro Jahr im Fachverlag der Verlagsgruppe Handelsblatt und behandelte Themen aus den Bereichen Kapitalmarkt, Finanzierung und Mergers & Acquisitions (Corporate Finance).

## Inhalt
CFL behandelte Rechtsfragen von Strukturen und Lösungen, mit denen Unternehmen ihr Wachstum (z. B. durch Übernahmen) erzielen und finanzieren (durch Eigenkapital, Fremdkapital oder Hybridkapital/Mezzanine). Die Beiträge stellten die rechtlichen Aspekte in ihrem betriebswirtschaftlichen Zusammenhang dar.

## Leser
Die Leserschaft setzte sich (wohl) überwiegend aus Rechtsanwälten, Justiziaren, Finanzvorständen, Heads of Finance/M&A, Investmentbankern, Wirtschaftsprüfern und Steuerberatern zusammen.

## Herausgeber
CFL wurde  von Andreas Cahn, Roger Kiem, Andreas Meyer, Christoph H. Seibt, Michael Schlitt, Stefan Simon und Rüdiger Theiselmann (Schriftleiter) herausgegeben.